# Andras Horanyi
Andras Horanyi (Tallahassee, 27 giugno 1986) è uno schermidore statunitense.

## Palmarès
In carriera ha conseguito i seguenti risultati:
- Giochi Panamericani:

Rio de Janeiro 2007: oro nel fioretto individuale e bronzo nella spada a squadre.